# Gnaeus Naevius
Gnaeus Naevius (asi 270 Řím?/Campania? – kolem 201 př. n. l. Utica) byl římský dramatik a básník.
Naevius pocházel z plebejské rodiny a bojoval v 1. punské válce. Kolem roku 235 př. n. l. začíná být činný jako autor. Avšak dostává se do konfliktu s rodem Metellů a za urážky, které jim adresoval, byl uvězněn; ve vězení sepisuje jako svou obhajobu hry Ariolus a Leon. Po propuštění však roku 204 př. n. l. musel odejít z Říma a usadil se v Utice v severní Africe, kde také zemřel.
Naevius je autorem 7 crepidat, tragédií těžících z řecké mytologie: Andromache, Danae, Equos Troianus (Trojský kůň), Hector proficiscens (Obcházející Hektor), Hesiona, Iphigenia, Lyvurgus. Z těchto crepidat se zachovalo celkem asi 60 veršů.
Jeho význam pro římskou literaturu však tkví především v uvedení praetextat, tragédií s římskými náměty: Romulus, Clastidium. Proslul také svými komediemi, kterých sepsal třicet čtyři a ze kterých se zachovalo 130 veršů. Dále je znám jako autor togat a palliat. Se svými tématy Naevius zachází celkem volně a věnuje se často detailům každodenního římského života. Naevius otevřeně a ostře kritizoval římskou společnost.
Na sklonku svého života sepsal saturnským veršem první epos s výrazně římskou tematikou – Bellum Poeniucm (Punská válka). V tomto eposu však počíná Naevius legendárním Aeneem a zdůrazňuje odvěké nepřátelství mezi Římem a Kartágem.